# Jill Kinmont
Jill Kinmont Boothe (* 16. Februar 1936 in Los Angeles, Kalifornien; † 9. Februar 2012 in Carson City, Nevada) war eine US-amerikanische Skirennläuferin.

## Biografie
Kinmont galt als aussichtsreiche Kandidatin für die Olympischen Winterspiele 1956 in Cortina d’Ampezzo. Bei Testwettkämpfen in Alta (Utah) kam Kinmont am 25. Januar 1955 während einer Abfahrt jedoch von der Piste ab und prallte gegen einen Baum. Der dabei erlittene Bruch ihrer Wirbelsäule führte zu einer Querschnittlähmung. 1967 wurde sie in die U.S. Ski Hall of Fame aufgenommen.
Laut Kinmonts Autobiographie war sie zum Zeitpunkt seines Todes mit dem Skirennläufer und „Draufgänger“ Dick Buek verlobt.
Nach ihrem Aufenthalt in einer Rehabilitationsklinik setzte Kinmont ihr Kunststudium an der UCLA fort und schloss es an der University of Washington mit einer Lehrbefähigung ab. Sie unterrichtete zunächst in Washington und Beverly Hills und kehrte 1975 in ihre Heimatstadt Bishop zurück, wo sie bis zu ihrer Pensionierung im Jahr 1996 tätig war. Dort heiratete sie im November 1976 ihren Mann John.
Kinmonts Geschichte war Gegenstand der 1966 erschienenen Biografie A Long Way Up von E. G. Valens. Das Buch wurde 1975 mit Erfolg von Larry Peerce unter dem Titel Die Kehrseite der Medaille (Originaltitel: The Other Side of the Mountain) verfilmt, dem 1978 die Fortsetzung The Other Side of the Mountain Part II folgte. In beiden Filmen bekleidete Marilyn Hassett die Hauptrolle der verunglückten Skirennläuferin.